# Tuhnice (jez)

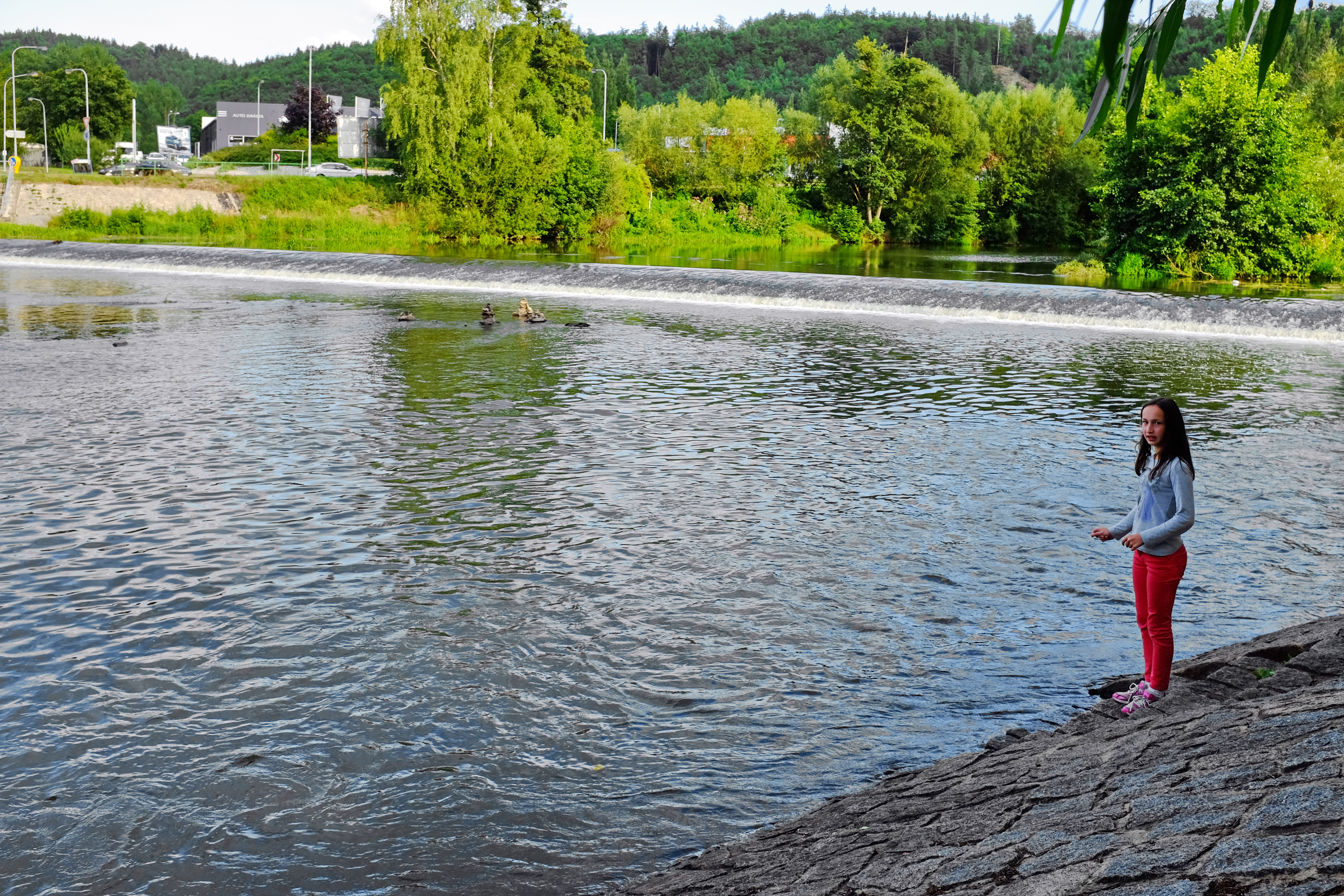
Po rekonstrukci – stav v roce 2017

Tuhnický jez je pouhých 0,6 metru vysoký jez, který se nachází na Ohři na říčním kilometru 178,3 na začátku průtoku Karlovými Vary. V levé části se nachází sportovní propust kombinovaná s rybím přechodem. Lodě se přenáší taktéž po levém břehu. Těsně nad jezem končí ostrov a vodákům doporučuje plavba levým ramenem Ohře a překonání jezu propustí. V roce 2010 proběhla kompletní rekonstrukce.

## Rekonstrukce

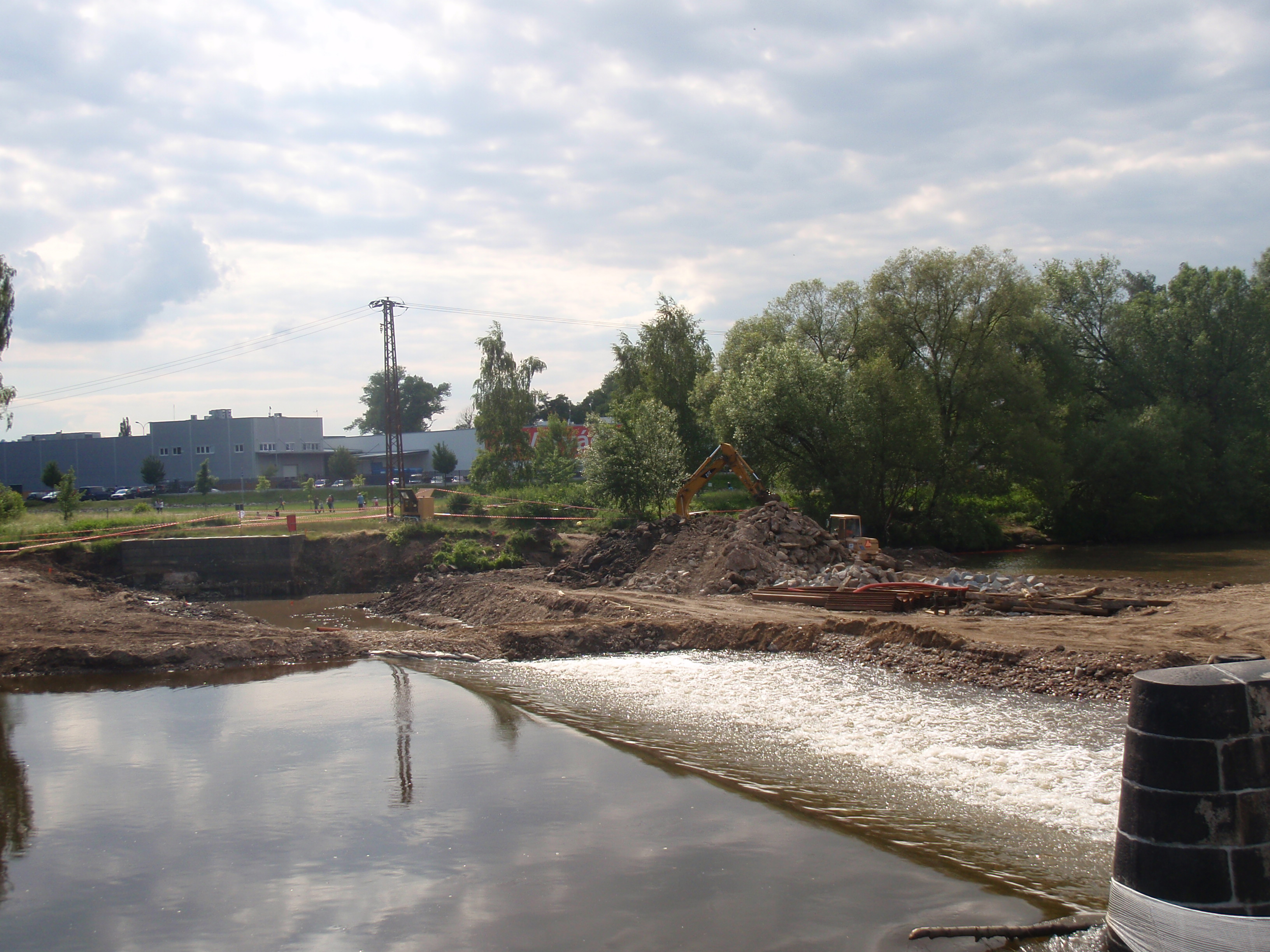
Rekonstrukce jezu v červnu 2010

Karlovarský kraj v roce 2008 oznámil, že hodlá kvůli snížení nebezpečnosti provést do dvou let přestavbu jezu (o té se psalo již v roce 2006, kdy Povodí Ohře vybíralo z variant přestavby). Přestavbu dotovala prostřednictvím státního podniku Povodí Ohře Evropská unie v programu přeshraničních projektů (z dotačního programu Cíl 3 Česko-Bavorsko), společně s německým správcem horního toku Ohře. Dotace ve výši kolem 833 tisíc € (20,8 milionů Kč) pokryla 85–90 % nákladů na přestavbu, z toho asi 2 miliony korun z dotace bylo určeno na zpracování studie.
Kompletní rekonstrukce zahrnující odstranění původního jezu probíhala od května do října 2010. Původní nebezpečný jez byl snížen asi o 20 centimetrů a upraven tak, aby se pod ním netvořil nebezpečný vodní válec. Na jezu byl také zřízen kartáčový rybí přechod, který má sloužit i vodákům. Dále se uvažuje i o úpravě propusti v Kynšperku nad Ohří.

## Historie (před rekonstrukcí)

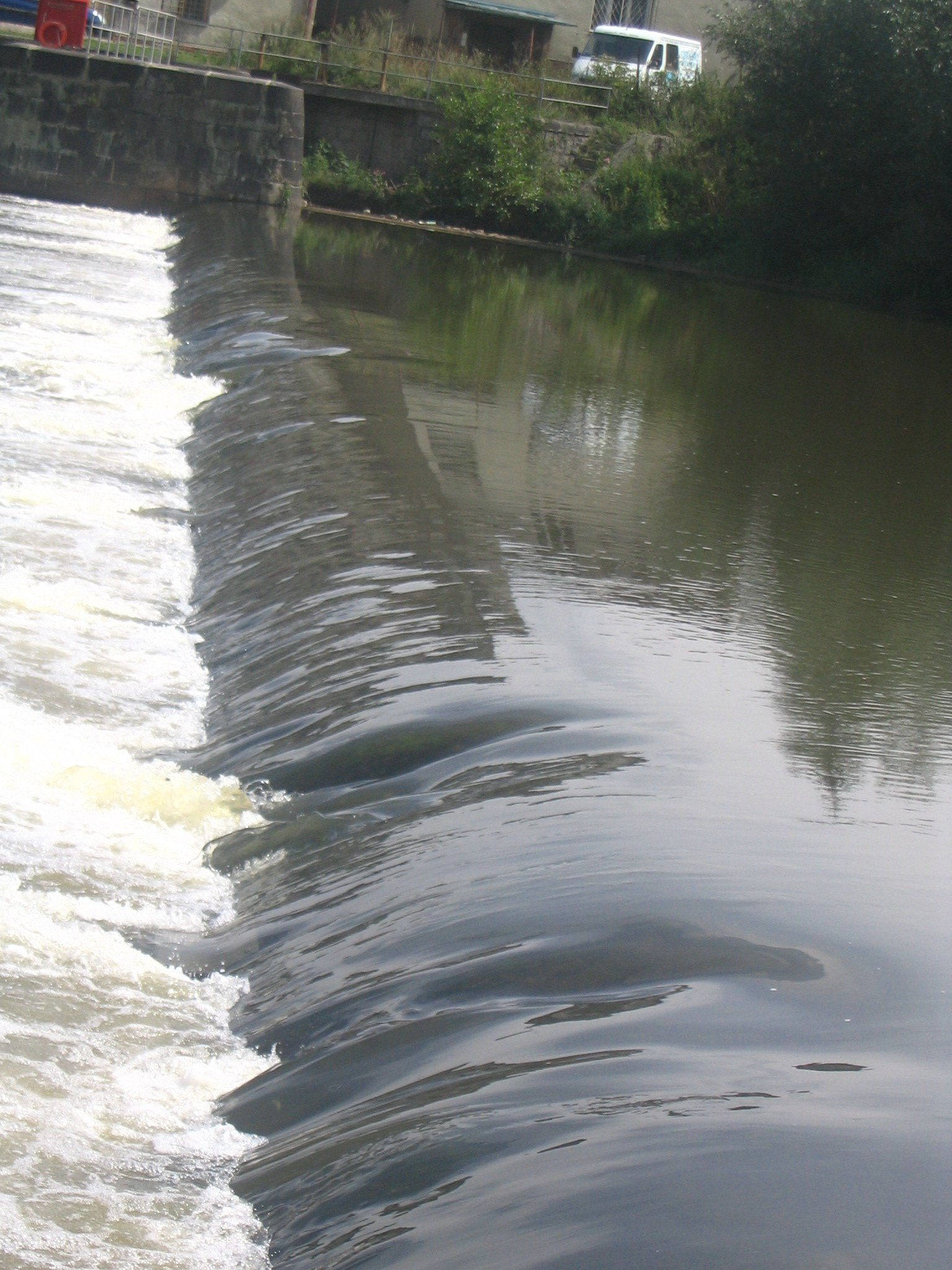
Původní jez Tuhnice za středního vodního stavu

Před rekonstrukcí pouhých 0,8 metru vysoký, ale nebezpečný jez vyztužený kovovými žebry. Dříve byla trvale zavřená propust u pravého břehu. Těsně nad jezem končí ostrov, doporučovala se proto plavba užším levým ramenem, neboť traverz v bezprostřední blízkosti jezu byl nebezpečný. Za nižšího vodního stavu byl jez hladce sjízdný, určité nebezpečí (zejména pro nafukovací lodě) představovaly pouze kovové výstupky, které nebyly shora vidět, a bylo se jim třeba vyhnout. Zcela jiná byla situace při vyšších stavech, kdy se pod jezem tvořil válec, ve kterém podle varování nad jezem zemřelo již 16 vodáků (podle nejnovějších statistik dokonce 20 obětí – několik z toho neopatrných přihlížejících, kteří se snažili pomoci topícím se, a sami spadli do vývařiště). Jez byl po těchto neštěstích vybaven po obou stranách záchranným kruhem připevněným na laně.

### Jez smrti
V roce 2006 článek na Aktuálně.cz uvedl, že na jezu zemřelo již více než 10 lidí a záchranáři k němu vyjíždějí několikrát ročně. K utonutí vodáka došlo například 30. března 2002 a 30. března 2003. Utonulí jsou nejen z řad sjíždějících vodáků, ale i z řad zachránců, přihlížejících spadnuvších do vody atd.